# Malo rimsko kazalište u Puli
44°52′12.5″N 13°50′48.8″E / 44.870139°N 13.846889°E
Malo rimsko kazalište u Puli izgrađeno je vjerojatno u 1. stoljeću na istočnoj padini pulskog brežuljka podno starog Castruma. Zauzimalo je znatno veći prostor od onog danas vidljivog, jer nisu do kraja završena arheološka istraživanja.
Logično je smješten na istoku padine koja ima dobre uvjete za održavanje predstava. Korištenje padine brežuljka za gledalište nije bila karakteristika rimskih već grčkih teatara. Prostor teatra dijelio se na arhitektonsku scenu i proscenij na kojem su igrali glumci, orkestar i gledalište koje je moglo primiti do 5000 gledatelja.
U Malom rimskom kazalištu ostali su sačuvani ostatci temelja scenske zgrade i dijelovi polukružnog gledališta koji su dijelom rekonstruirani. Do kazališta su vodila, a i danas vode, Dvojna vrata. Ispod kazališta je zgrada nekadašnje njemačke gimnazije u kojoj je od 1930. smješten Arheološki muzej Istre s bogatim fundusom prapovijesnih, antičkih i ranosrednjovjekovnih arheoloških spomenika iz cijele Istre U Arheološkom muzeju se također nalaze skromni ostaci reljefa s pročelja zgrade Kazališta.
Osim Malog rimskog kazališta, Pula je u 1. stoljeću imala Amfiteatar i Veliko rimsko kazalište extra murros, tj. izvan gradskih bedema. Iako je ovo kazalište bilo znatno veće, a moglo je primiti i veći broj gledatelja, ono je propalo u srednjem vijeku, a velik dio ostataka iskoristio je Antoine De Ville u 17. stoljeću za izgradnju pulskog Kaštela.
Nedavno su se u Malom rimskom kazalištu preko ljeta održavale prigodne predstave koje su tematizirale antičku baštinu Pule. Zadnjih par godina u Kazalištu se ne izvode nikakve manifestacije zbog nestabilnosti konstrukcije koja je restaurirana i konzervirana 2023. godine a svečano otvorenje je bilo 5. svibnja 2023., nova verzija kazališta može primiti oko 1250 osoba.